# Hypleurochilus caudovittatus
Hypleurochilus caudovittatus és una espècie de peix de la família dels blènnids i de l'ordre dels perciformes. És un peix marí de clima subtropical.
present als Estats Units (Oceà Atlàntic occidental central).
És ovípar.